# Prometheus (Hymne)

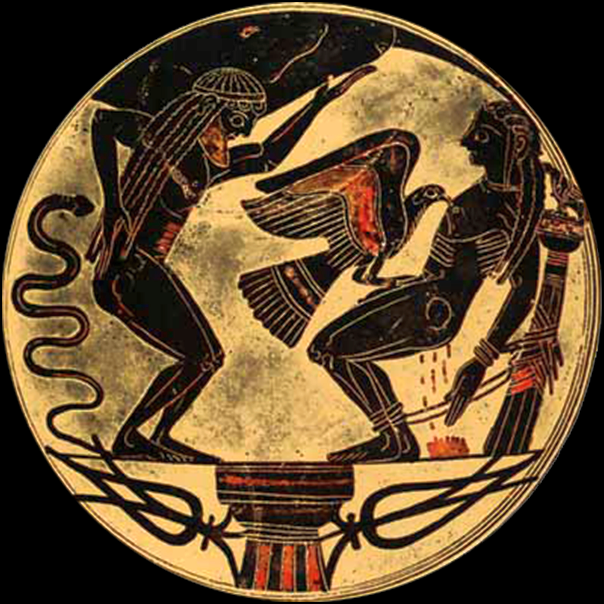
Der gefesselte Prometheus mit dem Adler, links sein Bruder Atlas mit der Weltkugel (Trinkschale aus Cerveteri, um 555 v. Chr.; Vatikanische Museen, Rom)

Prometheus ist der Titel einer Ode oder Hymne Johann Wolfgang von Goethes aus dem Jahr 1774. Das Werk gehört zu seinen bekanntesten Gedichten und ging aus dem gleichnamigen Dramenfragment hervor.

## Entstehung
Prometheus wurde zwischen 1772 und 1774 verfasst. Wie auch die anderen Hymnen Mahomets Gesang, Ganymed, An Schwager Kronos entstand dieses Werk in Goethes Sturm-und-Drang-Zeit. Friedrich Heinrich Jacobi druckte die Hymne erstmals in seiner Schrift „Über die Lehre des Spinoza in Briefen an den Herrn Moses Mendelssohn“ unautorisiert und anonym ab. Goethe nahm sie erst 1789 in seine neu edierten Schriften auf und ließ sie zusammen mit der Ganymed-Ode erscheinen. Die Form der Hymne (oder Ode) ist die lyrische Ausdrucksform, die dem Sturm und Drang am ehesten gerecht wird, denn in ihr treten mythische Figuren auf, die als Repräsentanten der Künstler des Sturm und Drang betrachtet werden können und die somit das Dilemma von Kunst und Leben verkörpern. Ein Hauptanliegen des Sturm und Drang ist das Überwinden von überkommenen Autoritäten, und damit kann Prometheus als programmatisch für diese Epoche gesehen werden.

## Inhalt

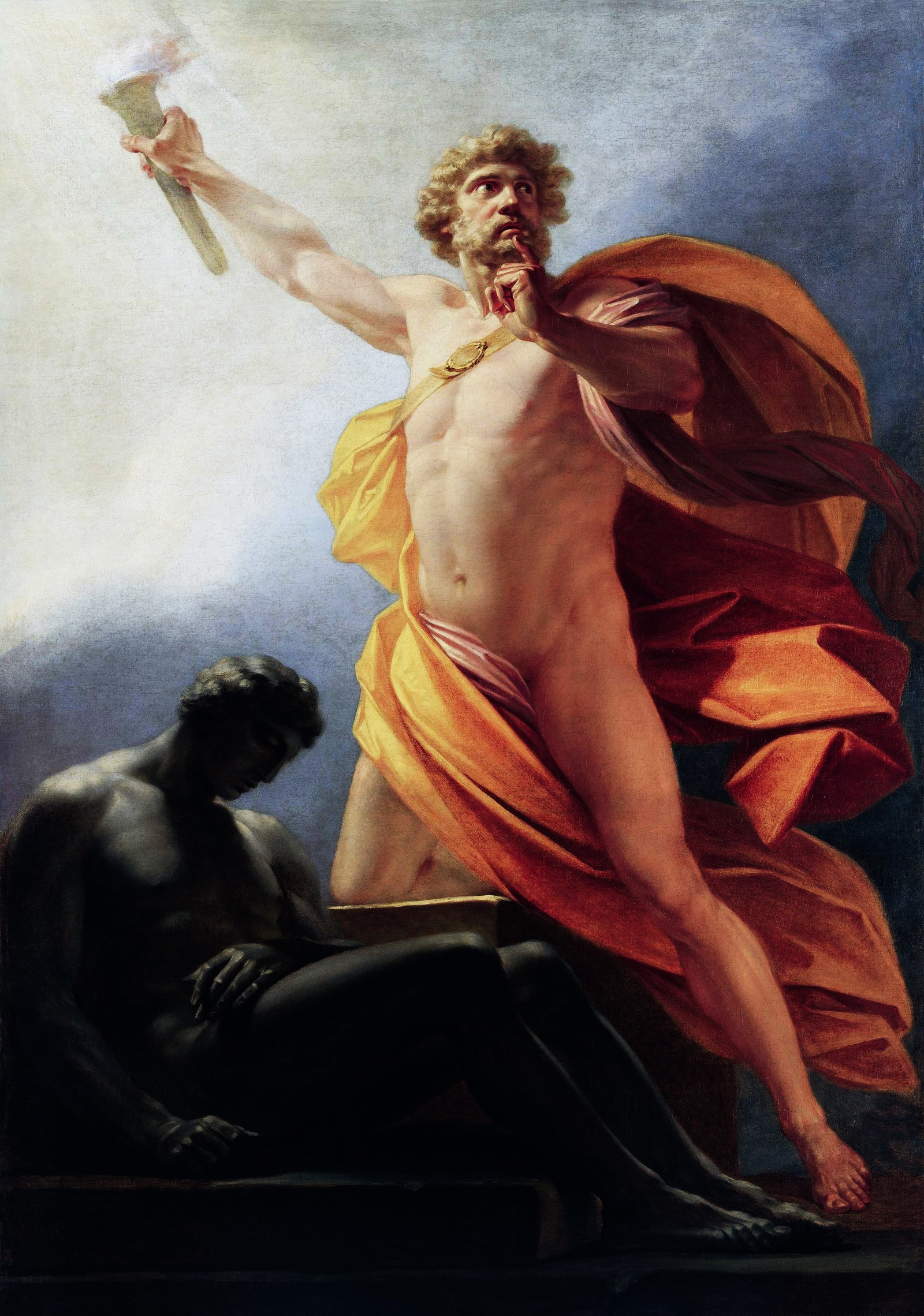
Heinrich Füger: Prometheus bringt der Menschheit das Feuer (um 1817)

Bei einer Hymne handelt es sich normalerweise um einen Lobgesang; dieses Prinzip wird aber hier ins Gegenteil verkehrt, denn Prometheus preist die Götter keineswegs, sondern erhebt eine Klage gegen sie, die von Vorwürfen, aber auch Spott geprägt ist. Er spricht Zeus rebellisch, ja verachtungsvoll an und vergleicht ihn mit einem Kind, das seine Wut an der Welt auslässt, wie ein Knabe, der „Disteln köpft“:
Bedecke deinen Himmel, Zeus,

Mit Wolkendunst!

Und übe, dem Knaben gleich,

Der Disteln köpft,

An Eichen Dich und Bergeshöhn! […]
In der zweiten Strophe wirft er nicht nur Zeus, sondern allen Göttern, vor, sich „kümmerlich“ (Vers 15) von den Opfern der Gutgläubigen zu ernähren, und bekennt ebenso beleidigend: „Ich kenne nichts Ärmer’s / Unter der Sonn’ als euch Götter“ (Verse 13–14). Auch er habe sich, verirrt und gutgläubig, in der Hoffnung auf ein offenes Ohr und Hilfe, an die Götter gewandt – doch nicht die Götter hätten ihm geholfen, sondern sein eigenes „heilig glühend Herz“ (Vers 34). Damit stellt sich Prometheus nicht nur mindestens ebenbürtig neben die Götter (er ist gleichsam selbst ein Gott und verhalf Zeus zu seiner Macht), Goethe nimmt zudem auch Bezug auf den Genie-Begriff des Sturm und Drang, dessen Vertreter unter einem Genie einen Menschen verstanden, der völlig im Einklang mit sich selbst lebt, über Welt und Natur erhaben ist und beinahe göttliche Fähigkeiten besitzt.
In den darauffolgenden Strophen 4 und 5 lässt Goethe den Prometheus mehrere rhetorische Fragen stellen, mit denen er seine Vorwürfe gegen die Olympier noch steigert. Prometheus wirft nun den Göttern vor, weder geheilt noch gelindert zu haben, und verweigert ihnen seine Ehrfurcht. Nicht die Götter, sondern die Zeit und das Schicksal hätten ihn „zum Manne geschmiedet“ (Vers 43). Kraft seines Entschlusses, die Götter nicht zu achten, gewinnt er in der letzten Strophe gar die Macht, Menschen nach seinem Bilde zu formen. Diese Selbstüberhöhung (Hybris) wird mit den letzten Worten „wie ich“ besiegelt und über das ganze Gedicht hinweg mit unterschiedlich langen Versen und Strophen unterstützt, die sich zu ‚überstürzen‘ scheinen.
Prometheus will die Götter entthronen. Er sieht in ihnen mitleidlose, schmarotzerische und neidische Gestalten, die auf erbärmliche Weise von Rauchopfern der Menschen abhängig sind. Diese Thematik ist typisch für die Epoche des Sturm und Drang, in der der Begriff des Genies eine etwas andere Bedeutung hatte als heute: Der geniale, schöpferische Mensch sprengt – nach damaliger Auffassung – alle Fesseln und Beschränkungen und erstarkt an Schicksalsschlägen, was auch heißt, dass er ihnen nicht ausweicht.
Der Titan Prometheus steht damit für einen einsamen Schöpfer, dessen Rebellion gegen die ‚göttliche Ordnung‘ ihm die eigene Schöpfungstat erst möglich macht. Damit bezieht sich Goethe gewissermaßen in seiner Ode autoreferentiell auf sein eigenes Künstlertum. Doch die Ode sagt heteroreferentiell auch etwas über die neue Poetik der Sturm-und-Drang-Zeit aus: Losgelöst von konventionellen Religionsvorstellungen sowie auch von der inzwischen ritualisierten Empfindsamkeit (deren Gefühlsbetontheit Goethe hier jedoch übernimmt), ermöglicht die prometheische Schöpfungstat dem genialen Menschen einen vollen Ersatz für die Religion. Allerdings muss die Prometheus-Ode nicht grundsätzlich als eine Absage an die Religion aufgefasst werden, sondern kann auch als Projektionsfläche für die Pantheismusdebatte der damaligen Zeit gelesen werden.

## Form
Das Gedicht ist (bis auf den drittletzten und letzten Vers, welche dadurch herausgehoben werden) reimlos in freien Rhythmen geschrieben, die sich bei Goethe insbesondere in der Lyrik seiner Sturm-und-Drang-Zeit finden. Die Form unterstreicht so die Aussage des Gedichts. Die vielen Unregelmäßigkeiten in der Form spiegeln die für den Sturm und Drang typische Gefühlsbetontheit und Kühnheit des Helden wider. In der ersten der sieben Strophen wird mehrmals der Imperativ benutzt, die Possessivpronomen ‚dein‘ und ‚mein‘ sind herausgehoben. Strophen 4–6 sind in Frageform geschrieben. Die Fragen verkürzen sich dabei teilweise in der Art einer Stichomythie und zweifellos mit pathetischem Ausdrucksziel auf Verslänge und darunter.

## Vergleich mit anderen Texten Goethes
Grenzen der Menschheit (etwa 1776–1781, genaue Datierung unbekannt): In diesem Gedicht überwiegen die Adjektive (im Gegensatz zu Prometheus, wo eher Verben zum Tragen kommen). Daraus ergibt sich eine ruhigere Stimmung. Goethe klagt die Götter nicht mehr an wie in Prometheus, sondern sagt, dass man sich mit den Göttern nicht messen kann. Der Mensch soll demütig sein und Respekt vor den Göttern haben. Dieses Gedicht steht somit zeitlich und inhaltlich gesehen an der Grenze zwischen dem Sturm und Drang und der Weimarer Klassik.
Das Göttliche (1783): Dieses Gedicht richtet sich direkt an den edlen Menschen und sagt, dass die Menschen sich ein Beispiel an den Göttern nehmen sollen (Incipit „Edel sei der Mensch / Hilfreich und gut!“). Außerdem spielt die Natur eine Rolle, die den Menschen nicht wertet („Es leuchtet die Sonne / Über Bös’ und Gute, / Und dem Verbrecher / Glänzen, wie dem Besten, / Der Mond und die Sterne“). Daneben soll sich der Mensch von anderen Wesen, die wir kennen, unterscheiden, indem wir richten und entscheiden können. Hier ist die Weimarer Klassik und ihr Ideal des „edlen Menschen“ manifest geworden.
In seiner Tragödie Faust erinnert Goethe hingegen durch Mephistopheles daran, dass der Satz „Eritis sicut Deus scientes bonum et malum“ („Ihr werdet sein wie Gott und wissen, was gut und böse ist“, 2047) von der Schlange im Paradies ausgesprochen worden sei und dass er die Vertreibung Adams und Evas aus diesem eingeleitet habe. Spöttisch kommentiert Mephisto, der Teufel, anschließend: „Dir wird gewiss einmal bei deiner Gottähnlichkeit bange!“ Was damit gemeint sein dürfte, wird in Goethes Gedicht Der Zauberlehrling (1787) deutlich: Der Lehrling ruft, in scheinbarer Ebenbürtigkeit mit dem Meister, Geister herbei, deren Wirken er später nicht mehr kontrollieren kann. Hier wie in Faust wird die Idee, der Mensch solle Gott (bzw. den Göttern oder der Gottheit) ähnlich werden, relativiert.